# محمد محسن الزبيدي
محمد محسن الزبيدي (1953م -) هو سياسي عراقي، كان معارضاً لحكم الرئيس صدام حسين، وعضواً في المؤتمر الوطني العراقي، ومؤيداً للحركة الملكية الدستورية العراقية، دخل إلى العراق مع القوات الأمريكية، وأعلن نفسه محافظاً لبغداد، في يوم 16 نيسان سنة 2003، ورئيساً للجنة التنفيذية المؤقتة لإدارة بغداد، التي وصفها الزبيدي أنها «بمثابة مجلس وزراء مصغر يقوم على تسيير العاجل من الأمور للمحافظة»، بعد بضعة أيام من احتلال العراق يوم 9 نيسان سنة 2003، ووصفه حينئذٍ بعض الضباط الأمريكيين بأنه «الرجل الذي يحسب نفسه يدير بغداد» وكان الزبيدي يقول إن شيوخ العشائر والمثقفين قد اختاروه لرئاسة لجنة تنفيذية لإدارة بغداد، وليسوا حكومة انتقالية ثم أعلنت قوات الاحتلال الأمريكي أنها اعتقلت الزبيدي «بسبب ممارسته سلطة لا يملكها»، ثم أُعلن عن الإفراج عنه بعد 48 ساعة من اعتقاله في 27 نيسان، بعد أن «أقر قبيل الإفراج عنه انه تجاوز سلطاته وان تصرفاته كانت مناقضة لجهود التحالف لاحلال الأمن والاستقرار في بغداد»، ونشر الزبيدي بياناً بعد ذلك بياناً مؤكداً تأييده للتحالف والتعاون معه لإعمار العراق، درس الزبيدي القانون في العراق، وبعد أن حُكم عليه بالإعدام في العراق، خرج منه إلى الكويت سنة 1980م، وإيران، ثم توجّه إلى الولايات المتحدة، وأقام عشر سنوات، ثم ذهب إلى شمال العراق (كردستان العراق)، اشترك في مؤتمرات المعارضة ابتداءً من مؤتمر بيروت ومؤتمر لندن، ومؤتمر فيينا، ومؤتمر صلاح الدين، قيل إن اسمه الكامل محمد محسن عبد الزهرة السمرمد الزبيدي، واسمه الحركي أبو حيدر الكَرّادي. قال الزبيدي إن مؤهلاته لإدارة بغداد، أنه التحق بدورة لإدارة الكوارث، نظمتها وزارة الخارجية الأمريكية، سعى الزبيدي في أيام ادعائه ذاتياً لإدارة بغداد إلى تنصيب قادة شرطة وإعداد دستور ذي مرجعية إسلامية، وإرسال مندوبين إلى منظمة أوبك، وجّهت إليه حكومة الاحتلال الأمريكي إنذاراً بإخلاء مقرّه في فندق فلسطين، وإخلاء مواقع أخرى استولى عليها بعض مساعديه، وقالوا له إنه ليس له صلاحية لتعيين أحد.